# Christian Voulethe
Christian Gustaf Voulethe, född 26 juni 1922 i Stockholm, död där 8 oktober 1989, var en svensk målare, tecknare och grafiker.
Han var son till slottsknekten Gustaf Voulethe Thor och Elisabeth Eriksson och från 1949 gift med Gertrud Elisabeth Fernberg. Voulethe utbildade sig till möbelarkitekt vid Tekniska skolan i Stockholm 1942–1945 men övergick efter avslutande studier till att bli bildkonstnär. Han studerade konst vid Otte Skölds målarskola 1945–1947 och vid Kungliga konsthögskolan 1947–1952 samt genom självstudier under resor till Frankrike och Spanien. Han tilldelades Stockholms stads stipendium 1951 och H. Ax:son Johnsons stipendiefond 1952. Han medverkade i Gotlands konstförenings sommarsalonger i Visby och några gånger i Sveriges allmänna konstförenings vårsalonger på Liljevalchs konsthall samt Liljevalchs Stockholmssalonger. Vid sidan av sitt eget skapande var han från 1949 lärare i teckning och målning vid Kursverksamheten i Stockholm och från 1960 lärare vid Grundskolan för konstnärlig utbildning. Hans konst består av landskapsskildringar och grafik i en lätt kubistisk stil. Voulethe är representerad vid bland annat Östergötlands läns landsting och Visby kommun.